# Killer Karaoke (Chile)
Killer Karaoke es un game show chileno transmitido por Chilevisión durante 2013, basado en el programa estadounidense Killer Karaoke. El programa consiste en que un participante famoso debe cantar por 90 segundos una canción mientras son sometidos a pruebas extremas. Es un formato producido por el equipo del productor Juan Pablo González. El estelar es presentado por Cristián Sánchez y Sergio Freire.

## Formato
Seis concursantes diferentes aparecen en cada espectáculo. Están separados en tres rondas preliminares de dos concursantes, y cada uno tiene aproximadamente 90 segundos para cantar su canción. Los concursantes se presentan al público y le comunican su desafío. Antes de cada reto, Cristián o Sergio le dice al participante: "No importa lo que pase, no deje de cantar." El ganador de cada ronda es elegido por el público en vivo a través de votación popular y avanza automáticamente a la final.

## Primera temporada (2013)
- 10 de octubre de 2013 a 26 de diciembre de 2013.

Esta es la primera edición de este nuevo game show que Chilevisión pone en marcha. Un grupo de 6 famosos en cada capítulo se enfrentarán con sus peores miedos para poder ganar un gran premio final.

### Capítulo 1 (jueves 11 de octubre de 2013)

#### Participantes
| Concursante             | Edad | Ocupación...                 | Información         |
| ----------------------- | ---- | ---------------------------- | ------------------- |
| José Luis "Joche" Bibbó | 29   | Modelo                       | Ganador             |
| Valeria Ortega          | 27   | Animadora de televisión      | 2ª Finalista        |
| Pilar Ruiz              | 27   | Modelo y actriz              | 3ª Finalista        |
| Carla Ochoa             | 34   | Modelo                       | Eliminada (Duelo 3) |
| Nicolás Yunge           | 20   | Estilista                    | Eliminado (Duelo 2) |
| Claudio Reyes           | 54   | Actor, comediante y cantante | Eliminado (Duelo 1) |

### Capítulo 2 (jueves 17 de octubre de 2013)

#### Participantes
| Concursante                    | Edad | Ocupación...                 | Información         |
| ------------------------------ | ---- | ---------------------------- | ------------------- |
| Wilma González                 | 28   | Modelo y actriz erótica      | Ganadora            |
| Katherine Orellana             | 30   | Cantante                     | 2ª Finalista        |
| María Eugenia "Kenita" Larraín | 40   | Ingeniera comercial y modelo | 3ª Finalista        |
| Gigi Martin                    | 55   | Humorista                    | Eliminado (Duelo 3) |
| Óscar "Lolo" Peña              | 60   | Mánager y empresario         | Eliminado (Duelo 2) |
| Gonzalo Cáceres                | 61   | Estilista                    | Eliminado (Duelo 1) |

### Capítulo 3 (jueves 24 de octubre de 2013)

#### Participantes
| Concursante      | Edad | Ocupación...        | Información         |
| ---------------- | ---- | ------------------- | ------------------- |
| Claudio Olate    | 44   | Actor               | Ganador             |
| Carolina Molina  | 32   | Cantante            | 2ª Finalista        |
| Adriano Castillo | 69   | Actor               | 3° Finalista        |
| Angie Jibaja     | 33   | Modelo              | Eliminada (Duelo 3) |
| Patricia López   | 36   | Actriz              | Eliminada (Duelo 2) |
| Manuel Neira     | 36   | Futbolista retirado | Eliminado (Duelo 1) |

### Capítulo 4: EspecialHalloween(jueves 31 de octubre de 2013)

#### Participantes
| Concursante         | Edad | Ocupación...            | Información         |
| ------------------- | ---- | ----------------------- | ------------------- |
| Paul Vásquez        | 49   | Humorista               | Ganador             |
| María Paz Jorquiera | 31   | Actriz                  | 2ª Finalista        |
| Marcela Vacarezza   | 43   | Animadora de televisión | 3° Finalista        |
| Marlen Olivari      | 39   | Modelo y vedette        | Eliminada (Duelo 3) |
| Andrés Longton      | 31   | Abogado                 | Eliminado (Duelo 2) |
| Claudio Valdivia    | 27   | Modelo y exfutbolista   | Eliminado (Duelo 1) |

### Capítulo 5 (jueves 7 de noviembre de 2013)

#### Participantes
| Concursante              | Edad | Ocupación...       | Información         |
| ------------------------ | ---- | ------------------ | ------------------- |
| Pablo Zamora             | —    | Humorista          | Ganador             |
| María José Quiróz        | —    | Actriz y humorista | 2ª Finalista        |
| Gustavo Becerra          | —    | Actor y humorista  | 3ª Finalista        |
| Marcos "Charola" Pizarro | —    | Humorista          | Eliminado (Duelo 1) |
| Natalia Cuevas           | —    | Humorista          | Eliminada (Duelo 2) |
| Kurt Carrera             | —    | Humorista          | Eliminado (Duelo 1) |

### Capítulo 6 (jueves 14 de noviembre de 2013)

#### Participantes
| Concursante            | Edad | Ocupación...                        | Información         |
| ---------------------- | ---- | ----------------------------------- | ------------------- |
| Francesca Cigna        | —    | Modelo, vedette, actriz y bailarina | Ganadora            |
| Gabriel “Coca” Mendoza | 45   | Exfutbolista                        | 2° Finalista        |
| Pablo Zuñiga           | 41   | Periodista                          | 3° Finalista        |
| Eugenia Lemos          | 29   | Modelo y actriz                     | Eliminada (Duelo 3) |
| Cristina Tocco         | —    | Actriz                              | Eliminada (Duelo 2) |
| Pablo Schilling        | 29   | Modelo                              | Eliminado (Duelo 1) |

### Capítulo 7 (sábado 23 de noviembre de 2013)

#### Participantes
| Concursante                  | Edad | Ocupación...            | Información         |
| ---------------------------- | ---- | ----------------------- | ------------------- |
| Yamila Reyna                 | —    | Actriz                  | Ganadora            |
| Sergio "Panqueque" Domínguez | —    | Comediante              | 2° Finalista        |
| Arturo "Kiwi" Walden         | 46   | Periodista y comediante | 3° Finalista        |
| Mariana Marino               | 32   | Modelo                  | Eliminada (Duelo 3) |
| Andrea Dellacasa             | 35   | Modelo y vedette        | Eliminada (Duelo 2) |
| Alejandra Herrera            | 42   | Actriz                  | Eliminada (Duelo 1) |

### Capítulo 8 (jueves 28 de noviembre de 2013)

#### Participantes
| Mey Santamaría | 40 | Modelo                     | Ganadora            |
| Lucila Vit     | —  | Modelo y bailarina         | Ganadora            |
| Ruddy Rey      | —  | Comediante                 | 2° Finalista        |
| Laura Prieto   | —  | Modelo                     | Eliminada (Duelo 3) |
| Bodoque        | —  | Integrante de Fusión Humor | Eliminado (Duelo 2) |
| Marcelo Vega   | 42 | Exfutbolista               | Eliminado (Duelo 1) |

### Capítulo 9 (jueves 5 de diciembre de 2013)

#### Participantes
| Concursante                       | Edad | Ocupación...                        | Información         |
| --------------------------------- | ---- | ----------------------------------- | ------------------- |
| Mauricio Flores                   | 44   | Comediante                          | Ganador             |
| José Luis “Junior Playboy” Concha | 30   | Modelo y cantante                   | 2° Finalista        |
| Nelson Mauricio Pacheco           | 26   | Bailarín y estudiante de periodismo | 3° Finalista        |
| Romina Salazar                    | 31   | Modelo                              | Eliminada (Duelo 3) |
| Alberto "Tatón" Púrpura           | 59   | Empresario                          | Eliminado (Duelo 2) |
| Rocío Marengo                     | 33   | Modelo y actriz                     | Eliminada (Duelo 1) |

### Capítulo 10 (jueves 12 de diciembre de 2013)

#### Participantes
| Concursante               | Edad | Ocupación...                | Información         |
| ------------------------- | ---- | --------------------------- | ------------------- |
| Gabriele Benni            | 59   | Empresario                  | Ganador             |
| Javiera Contador          | 38   | Animadora de televisión     | 2ª Finalista        |
| Nicole "Luli Love" Moreno | 26   | Modelo y bailarina          | 3ª Finalista        |
| Juan Andrés Salfate       | 45   | Crítico de cine y opinólogo | Eliminado (Duelo 3) |
| Juan "Chispa" Lacassie    | 24   | Skater                      | Eliminado (Duelo 2) |
| Arturo Longton            | 34   | Empresario                  | Eliminado (Duelo 1) |

### Capítulo 11 (jueves 19 de diciembre de 2013)

#### Participantes
| Concursante              | Edad | Ocupación...      | Información         |
| ------------------------ | ---- | ----------------- | ------------------- |
| Esteban “Bam Bam” Moráis | 33   | Modelo y cantante | Ganador             |
| Katherina Contreras      | 23   | Bailarina         | 2ª Finalista        |
| Perla Ilich              | 21   | Gitana            | 3ª Finalista        |
| Juan Pablo Queraltó      | 29   | Opinólogo         | Eliminado (Duelo 3) |
| Jhendelyn Nuñez          | 24   | Modelo            | Eliminada (Duelo 2) |
| Leo Rey                  | 33   | Cantante          | Eliminado (Duelo 1) |

### Capítulo 12 (jueves 26 de diciembre de 2013)

#### Participantes
| Participante                | Edad | Ocupación...                                         | Información         |
| --------------------------- | ---- | ---------------------------------------------------- | ------------------- |
| Thiago Cunha                | 31   | Bailarín, exintegrante del grupo de axé Porto Seguro | Ganador             |
| Ricardo "Zip-Zup" Rodríguez | 38   | Humorista                                            | 2° Finalista        |
| Eduardo Cruz-Johnson        | 56   | Expresentador de televisión                          | 3° Finalista        |
| Belén Hidalgo               | 31   | Modelo, exesposa de Miguel Piñera                    | Eliminada (Duelo 3) |
| Arturo Ruiz-Tagle           | —    | Humorista                                            | Eliminado (Duelo 2) |
| Sabrina Sosa                | —    | Modelo y exparticipante del capítulo 14              | Eliminada (Duelo 1) |

## Audiencia
| 1  | Jueves | 10 de octubre   | 22:34 - 23:54 | 13,1 | Séptimo | [ 4 ]  |
| 2  | Jueves | 17 de octubre   | —             | —    | —       | [ 5 ]  |
| 3  | Jueves | 24 de octubre   | 22:34 - 00:08 | 11,1 | Décimo  | [ 6 ]  |
| 4  | Jueves | 31 de octubre   | —             | —    | —       | [ 7 ]  |
| 5  | Jueves | 7 de noviembre  | —             | —    | —       | [ 8 ]  |
| 6  | Jueves | 14 de noviembre | —             | —    | —       | [ 9 ]  |
| 7  | Sábado | 23 de noviembre | 22:18 - 23:42 | 8,0  | Sexto   | [ 10 ] |
| 8  | Jueves | 28 de noviembre | —             | —    | —       | [ 11 ] |
| 9  | Jueves | 5 de diciembre  | —             | —    | —       | [ 12 ] |
| 10 | Jueves | 12 de diciembre | —             | —    | —       | [ 13 ] |
| 11 | Jueves | 19 de diciembre | —             | —    | —       | [ 14 ] |
| 12 | Jueves | 26 de diciembre | —             | —    | —       | [ 15 ] |